# Mega Transportes Aéreos
A Mega Transportes Aéreos ou Mega Linha Aéreas , é uma empresa aérea brasileira transportes de carga e transportes aéreos regulares de passageiros (sendo que iniciou operações regulares em 2005 e em 2008 iniciou as operações de transporte de carga ate o presente momento).

## Locais que já foram atendidos pela Companhia
A Mega Transportes Aéreos iniciou operações regulares em 2005 e chegou a atender as cidades de Alta Floresta, Aripuanã, Colíder, Canarana, Cuiabá, Juara, Juína, Novo Progresso, Santarém, São Félix do Araguaia, Sinop, Sorriso e Vila Rica com uma aeronave Cessna 208 Caravan.

## Frota
| Aeronave           | Frota atual | Historico | Prefixo aeronáutico |
| ------------------ | ----------- | --------- | ------------------- |
| Cessna 208 Caravan | 0           | 1         | PT-OSG              |

## Acidentes
23 de maio de 2011 : A aeronave de Prefixo aeronáutico PT-OSG decolou às 06h05min do Aeródromo de Barra do Vento (SJQK) com destino ao Aeródromo de Boa Vista (SBBV), tendo a bordo apenas o piloto. Logo após a rotação, já em voo sustentado, o piloto observou uma vibração anormal na aeronave, juntamente com o acendimento da luz “door warning” no painel de alarmes. Diante da situação, o piloto optou por retornar à pista, abortando a decolagem. entretanto, ao retornar à pista, não conseguiu manter a reta, a aeronave subiu novamente e derivou para a direita, saindo da pista. O piloto aplicou o reverso antes de colidir contra uma elevação de terra distante cerca de 50 metros do eixo central da pista.

## Registros de Processos e Ações contra a empresa no Tribunal de Jurisprudência[6]
A empresa contem cerca de 235 resultados no site de Jurisprudência do Brasil relacionados a mesma, em quase todos ela tem ligação com VASP.